# Лян Шаньбо и Чжу Интай (фильм, 1963)
«Лян Шаньбо и Чжу Интай» (кит. трад. 梁山伯與祝英台, пиньинь Liáng Shānbó yǔ Zhù Yīngtái) или «Вечная любовь» (англ. The Love Eterne) — гонконгский музыкальный фильм 1963 года, снятый на киностудии Shaw Brothers по сценарию и под режиссурой Ли Ханьсяна, классика кино в оперном стиле хуанмэй.
Первый фильм Айви Лин По (Лин Бо) в основном штате студии Shaw Brothers и первый с использованием этого имени.

## Сюжет
Сюжет фильма, с небольшими различиями, основан на относящейся ко времени династии Западная Цзинь (IV век) одноимённой легенде, известной также как «Влюблённые-бабочки» и сравниваемой с европейским сюжетом «Ромео и Джульетты». В аннотации к переизданию фильма на DVD его дистрибьютера и нынешнего правообладателя IVL/Celestial Pictures сюжет фильма также до некоторой степени сравнивался с «Йентл».
Жаждущая учения 16-летняя дочь богатого семейства в Шанъюе Чжу Интай хитростью заставляет своих родителей позволить ей пойти в школу в Ханчжоу, на условии, что она отправится под мужской личиной. По пути в школу вместе с верной служанкой (также переодетой) Интай встречает 17-летнего Лян Шаньбо, направляющегося туда же школяра из Гуйцзи (ныне Шаосин). Практически сразу почувствовав друг к другу глубокую симпатию, молодые люди приносят клятву как названные братья и дальше продолжают путь вместе. На протяжении трёхлетней учёбы бок о бок, в Интай постепенно вырастает любовь к Шаньбо, однако «зачитанный» юноша пропускает мимо внимания все оплошности Интай, выдающие, что она девушка.
После трёх лет в школе Чжу Интай получает письмо от родителей и вынуждена срочно её покинуть. Перед уходом девушка раскрывает своё инкогнито жене учителя и даёт ей нефритовую подвеску с просьбой позже передать её Шаньбо как знак любви и обручения. Сам Лян Шаньбо провожает «собрата»; на протяжении 18 ли совместного пути Интай даёт Шаньбо множество намёков, уже намеренно, о своей любви, однако юноша ухитряется остаться в неведении. В конце концов Интай удовлетворяется хотя бы согласием друга познакомиться с «сестрой своего названного брата» в качестве потенциальной невесты и его обещанием вскоре приехать в гости.
Вернувшись в школу, Шаньбо в течение месяцев не может без друга сосредоточиться на учёбе; видя это, жена учителя раскрывает ему тайну Интай и передает знак её любви. Вне себя от радости, юноша стремится к любимой, но добравшись, получает неожиданный удар — господин Чжу уже несколько месяцев как просватал дочь за сына другой богатой и влиятельной семьи Ма Вэньцая. Вернувшись домой, потерявший надежду Лян Шаньбо заболевает от горя и вскоре умирает.
Узнавшая об этом Интай, вынужденная согласиться на замужество, по пути к месту обряда заставляет свадебную процессию остановиться около гробницы Шаньбо и молит небеса позволить ей соединиться с любимым если не в жизни, то в смерти. Поднявшаяся буря вскрывает гробницу и Чжу Интай бросается в неё. Из образовавшегося на месте погребения кургана вылетают две бабочки и летят в заоблачную высь...

## В ролях
| Актёр                        | Роль                   |
| ---------------------------- | ---------------------- |
| Айви Лин По (вокал её же)    | Лян Шаньбо             |
| Бетти Ло Ти (вокал Цзин Тин) | Чжу Интай              |
| Цзян Гуанчао                 | жених Интай Ма Вэньцай |
| Ли Куань                     | слуга Шаньбо Сы Цзю    |
| Жэнь Цзе                     | служанка Интай Инсин   |
| Оуян Шафэй                   | мать Шаньбо            |
| Чин Мяо (вокал Цзян Хуна)    | отец Интай             |
| Чэнь Яньянь                  | мать Интай             |
| Ян Чжицин                    | учитель/глава школы    |
| Гао Баошу                    | жена учителя           |
| Ли Тин                       | ученик                 |

Массовка этого фильма также стала одной из первых киносъёмок юного Чэнь Ганшэна, использовавшего тогда имя Юэнь Лау, а в будущем прославленного под псевдонимом Джеки Чан.

## Съёмочная группа и технические данные
- Кинокомпания: Shaw Brothers.
- Продюсер: Шао Жэньлэн.
- Режиссёр и сценарист: Ли Ханьсян.
- Оператор: Тадаси Нисимото (он же Хэ Ланьшань), Тай Кайтай.
- Композитор: Чжоу Лань пин.
- Язык диалогов и вокала: севернокитайский («мандаринский»)[4], предположительно — традиционный для оперы хуанмэй аньцинский диалект.
- Плёнка и формат фильма: Eastmancolour 35 мм, снято в формате Shawscope (фирменная версия CinemaScope) 2,35:1. Звук — моно.
- Локация съёмки: Япония[4].
- Дата премьеры: 3 апреля 1963 (Гонконг)[4].

## Реакция зрителей и критиков на фильм, его влияние на культуру и карьеру занятых в нём актёров
Фильм с начала своего показа завоевал громадную популярность практически во всей Юго-Восточной Азии, особенно в центральном регионе Тайваня, где фильм в то время перекрыл успех всех остальных фильмов нескольких стран вместе взятых, побив рекорды сборов. Продюсер картины и один из основателей и совладельцев студии, Шао Жэньлэн, так вспоминал об ажиотаже фильма на Тайване:

Когда мы сняли Eternal Love, я помню, что на Тайване были люди, которые приходили смотреть фильм сотню раз. Я дал распоряжение менеджеру: «Больше 100 раз! Пусть входит и смотрит. Не бери с него денег!»
Оригинальный текст (англ.)When we made 'Eternal Love', I had, in Taiwan, people who came to see the picture 100 times. So I gave instructions to the manager, 'Over 100 times! Let him come in and see. Don't take money from him!
— Sir Run Run Shaw, Signature, March 1990
О степени популярности этого фильма также независимо свидетельствовал, в частности, известный кинорежиссёр Энг Ли, заставший в 9-летнем возрасте начало проката The Love Eterne на Тайване:

Фильм стал на Тайване столь популярен, что некоторые утверждали, что смотрели его 500 раз … Реплики из него вошли в обиходную речь … Люди брали с собой коробки с обедом, шли в кинотеатр и смотрели его целый день. Мои родители также часто смотрели этот фильм. Я вспоминаю, когда они шли на него в третий раз — надвигался тайфун, а они просто оставили нас одних дома: «О’кей, мы пошли смотреть этот фильм, пока!» … Фильм был популярен у всех — от детей и домохозяек до университетских интеллектуалов.
Оригинальный текст (англ.)The film became so popular in Taiwan that some claimed to have seen it 500 times ... Lines of its dialogue became part of everyday conversation ... People would take two box lunches, go the theater and watch it all day long. My parents were watching it often. I remember the third time they went to see it, there was a typhoon coming, and they still left us at home. 'O.K., we're going to see this movie, bye.' ... The film was popular with everyone, from children to housewives to university intellectuals.
—  WATCHING MOVIES WITH/ANG LEE; Crouching Memory, Hidden Heart
(интервью для киноколонки The New York Times, 9 марта 2001 года)
Со времени показа фильма и по настоящее время исполнительница главной мужской роли Айви Лин По (сыгравшая в фильмах стиля хуанмэй и ряд других мужских персонажей) остаётся известной на Тайване под исходящим из этого фильма прозвищем «Брат Лян».
Популярность фильма, как и следующей картины этого же жанра и с той же главной «звездой» о Хуа Мулань, не ограничилась китайскоязычным регионом; обе ленты вскоре были хорошо приняты на западе, например, в США.
При том, что The Love Eterne — далеко не единственная постановка по этой легенде (примеры включают все разновидности китайской оперы, ряд кинофильмов и телесериалов, мультфильмы, даже симфонические произведения и балет), именно эта версия остаётся наиболее известной из них и считается квинтэссенцией фильма стиля хуанмэй.
Дуэт из этого фильма «Проводы в 18 ли» (十八相送) остаётся одним из популярных концертных номеров этого стиля в репертуаре ряда исполнительниц, в том числе и самой Айви Лин По в паре с более молодыми певицами в партии Чжу Интай.

## Премии и номинации
2-й Тайбэйский кинофестиваль Golden Horse (1963) — шесть премий в следующих категориях:
- Лучший фильм
- Лучшая режиссура — Ли Ханьсян
- Лучшая женская роль — Бетти Ло Ти
- Лучшая музыка к фильму — композитор Чжоу Ланьпин
- Лучший монтаж — Цзян Синлун
- Специальная премия жюри за выдающуюся игру — Айви Лин По (так как её заглавная роль получалась сразу и «лучшей женской», и «лучшей мужской»)[5][7][11].

7-й Международный Кинофестиваль в Сан-Франциско (1963)
- Показ[12] и почётный сертификат[4]

10-й Азиатский Кинофестиваль (1963)
- Лучшая цветная киносъёмка — Хэ Ланьшань (Тадаси Нисимото)
- Лучшая арт-режиссура — Чань Кэйюй
- Лучшая музыка
- Лучшая звукозапись — Ван Юнхуа[4][12]

Кроме того, фильм был номинирован от Гонконга на кинопремию «Оскар» в категории «Лучший фильм на иностранном языке», однако не попал в шорт-лист номинации.
Позднее фильм не менее 2 раз был выбран в избранные списки фильмов:
- № 38 в списке 100 лучших кинолент за историю кинематографа китайского региона по версии отборочного комитета Hong Kong Film Awards, представленный на 24-й церемонии вручения гонконгской кинопремии (27 мая 2005 года)[14].
- № 1 в составленном китайским журналом о кино Movieview списке 100 Years of Hongkong Cinema.[10]